# Nida (miasto rzymskie)

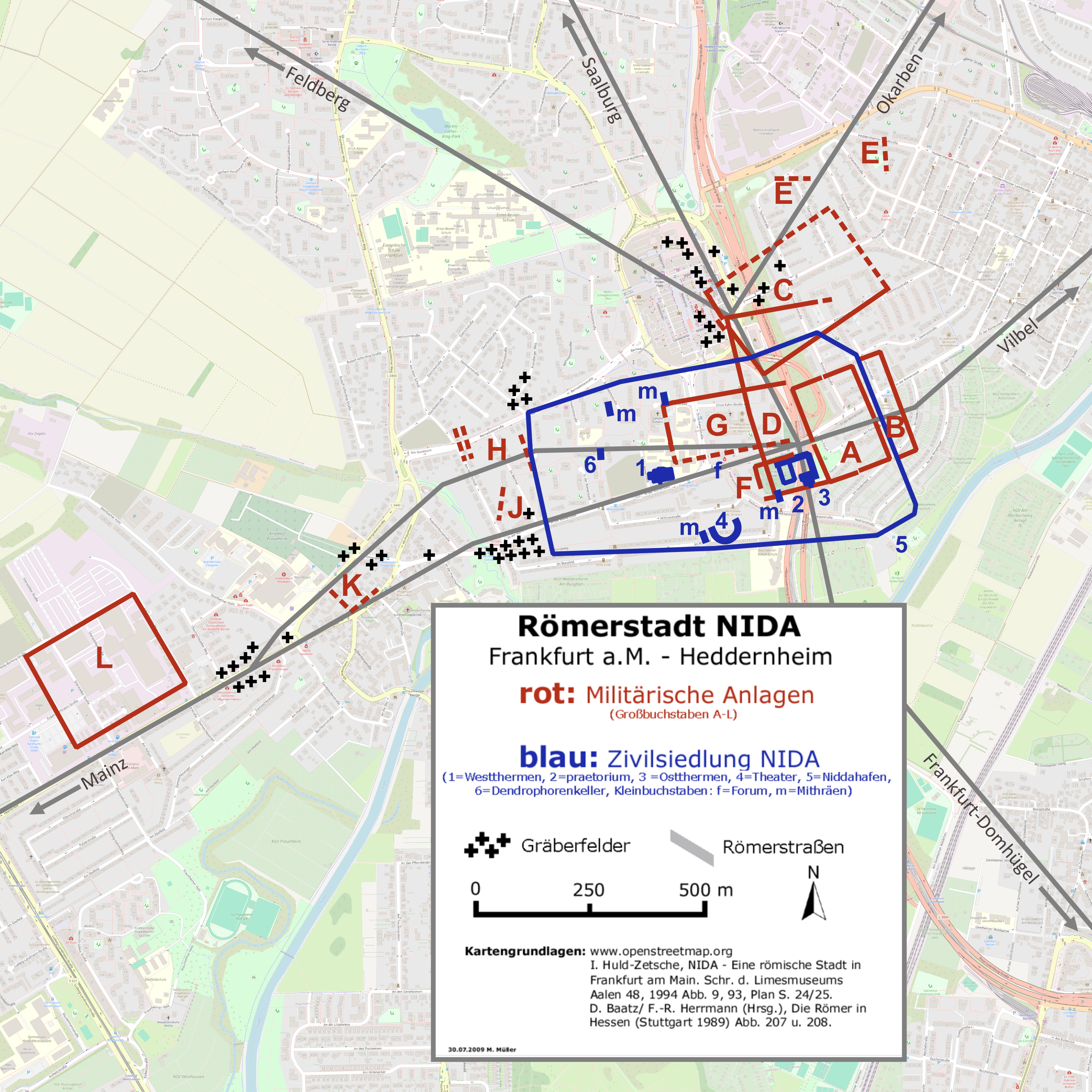
Plan pozostałości Nidy z okresu rzymskiego (na czerwono zaznaczono starsze obiekty wojskowe, na niebiesko miejskie budowle cywilne)

Nida – rzymskie miasto odkryte na terenie obecnego Frankfurtu nad Menem, powstałe nad brzegiem rzeki Nidda. 
Usytuowane było na obszarze dzisiejszej frankfurckiej dzielnicy Heddernheim. Miejsce to Rzymianie początkowo wykorzystywali do wielokrotnego zakładania tymczasowych ufortyfikowanych obozów wojskowych w trakcie kampanii przeciwko Chattom prowadzonej w latach 72–75 n.e. Po jej zakończeniu wycofali się z tego rejonu. Kolejna wojna z Chattami, prowadzona pod dowództwem cesarza Domicjana w latach 82–83 n.e., doprowadziła do włączenia tego rejonu w skład państwa rzymskiego jako części nowo utworzonej prowincji Germania Superior obejmującej Agri Decumates. Tuż po kampanii, na pozostałościach umocnień z lat 70., nad Niddą wzniesiono kamienne umocnienia stałego obozu warownego o powierzchni 5 hektarów, stanowiącego bazę jednej z jednostek kawalerii. 
Z biegiem czasu na zachód od obozowych wałów powstała nieufortyfikowana osada cywilna (vicus) zasiedlona przez rodziny wojskowych oraz pracujących dla potrzeb wojska i przez handlarzy. Około 110 r. obóz został zlikwidowany, gdyż ciężar obrony prowincji germańskich oparto na systemie fortyfikacji nadgranicznych. Przyległa osada cywilna o nazwie Nida została uznana za miejscowość i wyznaczona na centrum Civitas Taunensium. Przyczyniło się to do stopniowego rozwoju i powiększania nowego miasta, które w III wieku n.e. zajmowało powierzchnię 45 ha. Posiadało ono forum, teatr, dwie łaźnie i port rzeczny. Funkcjonowały tam liczne świątynie, w tym pięć poświęconych kultowi Mitry, jednakże Nida nie była w pełni ufortyfikowana aż do końca II stulecia. Dopiero wobec rosnącego zagrożenia najazdami plemion germańskich w pierwszych dziesięcioleciach II wieku zbudowano z bloków bazaltu otaczający miasto mur obronny. W latach 60. III wieku Rzym ostatecznie wycofał się z ziem położonych na zachód od Renu, czemu towarzyszyła masowa emigracja mieszkańców miast z tego obszaru na terytorium pozostające nadal pod rzymską władzą. W rezultacie Nida została opuszczona przez mieszkańców. Naziemne pozostałości budynków rozebrano w XV stuleciu na potrzeby sąsiednich miejscowości. 
Od roku 1823 zapoczątkowano prace archeologiczne na terenie Nidy, odkrywając szereg wartościowych zabytków. Jednakże zachowane dotychczas ruiny miasta zniszczono całkowicie dwuetapowo: w latach 1927–1929 oraz w latach 60. XX stulecia. Zniszczenia te spowodowane były budową nowych osiedli mieszkaniowych, a rozbiórek budowli nie poprzedzono poważniejszymi ratunkowymi pracami archeologicznymi. Przetrwałe zabytki ruchome z Nidy eksponowane są we frankfurckim muzeum archeologicznym, a ocalały odcinek ulicy wraz z przyległościami oraz pozostałości rzymskich obozów wojskowych stanowią część dzisiejszego szlaku archeologicznego.   